# Monika Bakale
Clara Monika Bakale (* 15. Mai 1979) ist eine ehemalige Schwimmerin der Republik Kongo. Sie trat bei den Olympischen Sommerspielen 1996 (Atlanta), 2000 (Sydney) und 2004 (Athen) an. 

## Sport
1996 kam sie über 50 m Freistil auf Rang 54, 2000 über 100 m Rücken auf Rang 46 und 2004 über 50 m Freistil auf Rang 68. Mit ihrem jüngeren Bruder Emile Bakale war sie 2004 das Schwimmteam der Republik Kongo.
Außerdem trat sie bei den Schwimmweltmeisterschaften zwischen 1999 und 2003 an.

## Karriere
Sie ist Ingenieurin für Schweißen und arbeitet für Total E&P.